# Campionats del món de ciclisme en ruta de 1954
Els Campionats del món de ciclisme en ruta de 1954 es disputaren el 21 i 22 d'agost a la ciutat de Solingen, Alemanya Occidental.

## Resultats
| Proves :                         | Or                         | Or         | Argent                    | Argent   | Bronze                               | Bronze   |
| Professionals                    |                            |            |                           |          |                                      |          |
| Cursa en línia masculina detalls | Louison Bobet · França     | 7h 24' 36" | Fritz Schaer · Suïssa     | + 12"    | Charly Gaul · Luxemburg              | + 2' 12" |
| Amateurs                         |                            |            |                           |          |                                      |          |
| Cursa en línia masculina         | Emiel Van Cauter · Bèlgica | 4h 22' 45" | Hans Andresen · Dinamarca | + 1' 20" | Martin Van den Borgh · Països Baixos | + 1' 45" |

## Medaller
| Posició | País          | Or | Plata | Bronze | Total |
| 1       | Bèlgica       | 1  | 0     | 0      | 1     |
| 1       | França        | 1  | 0     | 0      | 1     |
| 3       | Dinamarca     | 0  | 1     | 0      | 1     |
| 3       | Suïssa        | 0  | 1     | 0      | 1     |
| 5       | Luxemburg     | 0  | 0     | 1      | 1     |
| 5       | Països Baixos | 0  | 0     | 1      | 1     |
| Total   | Total         | 2  | 2     | 2      | 6     |